# ملبنة مخاطية جسرية
العصية اللبنية المخاطية الجسرية أو المُلَبِّنَة المخاطية الجسرية (باللاتينية: Limosilactobacillus pontis) بكتيريا لاهوائية مخيرة عصية موجبة الغرام. تُحوِّل المُلَبِّنَة سكر اللاكتوز إلى حمض اللبن.